# Богачёвка (река)
Богачёвка — река на востоке полуострова Камчатка. Протекает по территории Елизовского района Камчатского края России.
Длина реки — 79 км. Площадь водосборного бассейна 1080 км². Берёт истоки с южных склонов хребта Гамчен, протекает в меридиональном направлении. Впадает в Кроноцкий залив в общем устье с рекой Кроноцкой.
Местное ительменское название реки — Шамеу, значение не установлено.
Река известна под современным названием с 1908 года. Гидроним произошёл от фамилии Богачева — охотника, имевшего там угодья.
В 1921 году в долине реки были обнаружены нефтепроявления. Геологоразведочные работы с перерывами продолжались до 1965 года, после чего были прекращены как неперспективные.

## Притоки
Объекты перечислены по порядку от устья к истоку.
- 1 км: протока Долгая
- 20 км: Станичная
- 24 км: Спокойная
- 25 км: Двухлагерная
- 40 км: Соболиный
- 47 км: Трухинка
- 56 км: Бараний
- 58 км: Олёнушкин

По данным государственного водного реестра России относится к Анадыро-Колымскому бассейновому округу.